# Louis Faure-Dujarric
Pour les articles homonymes, voir Paul Faure (homonymie) et Faure.
Ne pas confondre avec son père Louis Faure-Dujarric (d), également architecte (1828-1904)
Louis Faure-Dujarric, né Paul, Louis Faure le 5 février 1875 à Paris 9e arrondissement, mort le 20 juillet 1943 à Nice, est un architecte et un peintre français.

## Biographie
Il sort diplômé de l'école des beaux-arts de Paris le 23 juin 1899. Il installe son cabinet à Paris au 21, avenue d'Eylau. En 1922, son domicile est au 45, rue Raynouard.
Auteur de nombreux immeubles parisiens dont le grand magasin Aux Trois-Quartiers, situé dans le quartier de la Place-Vendôme, à proximité du quartier de la Madeleine ou d'hôtels particuliers, il est également le concepteur de grands bâtiments sportifs : notamment, le parc des Princes de Boulogne-Billancourt, les tribunes de l'hippodrome de Buenos Aires ou le court central de Roland-Garros.
Louis Faure-Dujarric œuvra avec le Racing Club de France (RCF) pour l'implantation du stade des Jeux olympiques d'été de 1924 à Colombes.
Il est l'architecte d'un complexe de dix bâtiments de grande hauteur sur la colline de Saint-Cloud déployé sur les rues des Gâte-Ceps, du Calvaire et du Bois de Boulogne encerclant un parc privé, classé à l'inventaire général du patrimoine culturel de la ville. Le complexe de style Bauhaus comporte des immeubles avec grandes terrasses, balcons, loggias et vastes baies vitrées. L'ensemble comporte plus de 200 appartements à vocation sociale initialement destinés à la caisse des dépôts et consignations. Sa construction est achevée en 1936.
Avec l'équipe de rugby à XV du RCF, il fut finaliste du championnat de France en 1893.

## Famille
Il est le fils de Louis Faure (1828-1904) (d) , architecte du gouvernement, installé 3, quai Malaquais ; son frère aîné Louis Lucien Faure-Dujarric est artiste peintre et affichiste.
Le 15 octobre 1906, il se marie à la mairie du 16e arrondissement avec Émilie Élisabeth Straus.
De 1928 à 1930, il édifie pour son cousin, le pastorien René Dujarric de la Rivière, dans un style moderniste, un hôtel particulier 18 bis, avenue Victor-Hugo (l'actuelle avenue Robert-Schuman), à Boulogne-Billancourt, comprenant une salle immense, étudiée par Gustave Lyon, pouvant accueillir un orgue de Jean Huré († janvier 1930). Sa femme, Marcelle, organiste, y tiendra un salon musical auquel participent les maîtres les plus célèbres de l'époque, parmi lesquels Marcel Dupré, Louis Vierne, André Marchal, Nadia Boulanger. Les commanditaires y habitent jusqu'à la mort de René en 1969, à l'exception de la période de l'Occupation. L'atelier d'artiste est partiellement inscrit au titre des monuments historiques en 1975.

## Distinctions
- Chevalier de la Légion d'honneur (1921) - remise des insignes par Henri Bernstein
- Chevalier du Mérite agricole
- Officier de l'Instruction publique